# アーチー・ウィリアムズ
アーチー・ウィリアムズ（Archibald ("Archie") Franklin Williams、1915年5月1日 - 1993年6月24日)は、アメリカ合衆国の陸上競技選手。1936年ベルリンオリンピックの金メダリストである。カリフォルニア州オークランド出身。

## 経歴
ウィリアムズは、ベルリンオリンピックが開催された1936年になるまで、400ヤード（402m）で49秒台程度の選手であった。しかし、1936年には見違えるほど力をつけ、全米大学選手権の400mでは、予選で46秒1の世界新記録を樹立。決勝でも47秒0で優勝した。ウィリアムズはオリンピック選考会までこの好調さを維持。46秒6のトップでオリンピック出場を決めると、本番でも46秒5で金メダルを獲得した。金メダルを獲得したウィリアムズに対して、ドイツのアドルフ・ヒトラーは、ほかの黒人の金メダリストと同じく握手で祝福することはなかった。
翌年、足を故障し選手生命を断たれ引退。機械工学の学位を得てカリフォルニア大学バークレー校を卒業後、1939年にカリフォルニア州オークランドの民間パイロット訓練施設に入所。第二次世界大戦開戦後の1942年に空軍に入隊。ウィリアムズは第二次世界大戦で14人しかいなかったアフリカ系アメリカ人の航空気象訓練生となる。パイロットのライセンスを得て空軍パイロットの訓練士となるとともに気象学の講師となる。戦後もパイロットと気象講師として1964年まで一貫してその職に従事した。
1964年に空軍を引退後は、数学とコンピューターの教師となり72歳までカリフォルニア州のハイスクールで教鞭をとった。同州フェアファックスにて没した。